# 港島北海濱長廊
港島北海濱長廊是香港一項倡議中的工程，內容是於香港島北部的維多利亞港旁邊興建一條海濱長廊，西至堅尼地城，東至筲箕灣。長廊設有多種休憩設施及單車徑等。工程第一期包括在中環及灣仔填海計劃之內，海濱長廊將會由中環經過添馬艦連接灣仔海旁。

## 發展
截至2021年12月，港島北海濱長廊所連貫的部份（石塘咀至炮台山）已達7.4公里。